# 프레드 가이스버그
프레데릭 윌리엄 가이스버그(Frederick William Gaisberg, 1873년 1월 1일 – 1951년 9월 2일)는 미국 음악가, 녹음 엔지니어 및 축음기의 초기 클래식 음악 프로듀서 중 한 명이다. 그 자신은 '프로듀서'라는 용어를 사용하지 않았다. 가이스버그는 스카우트에 집중하고 연주자들이 새로 발명된 축음기를 위한 녹음을 하도록 설득했다.
가이스버그는 젊은 나이에 미국의 녹음 업계에서 일하기 시작하여 초기 녹음의 선구자가 되었으며 실용적인 측면 그루브 디스크 및 관련 재생 장치의 발명가인 Berliner Gram-O-Phone Company의 피아노 반주자로도 일했다., 베를린 축음기. 1898년 그는 최초의 녹음 엔지니어로 영국의 그라모폰 컴퍼니 에 합류했다. 1902년 그는 테너 엔리코 카루소가 부른 음악을 녹음했고 녹음은 센세이션을 일으켰다. 1921년까지 가이스버그는 HMV의 '국제 예술가' 부서의 예술 감독이 되었다. 1925년 이후 그는 아티스트 매니지먼트에 전념했다. 1939년에 그는 은퇴했지만 1940년대까지 업계에서 컨설턴트로 계속 일했다.
1898년 런던에서 그라모폰 컴퍼니( Gramophone Company )가 설립되었다. 가이스버그는 Emile Berliner 의 피아노 반주자이자 녹음 감독자로 일하면서 첫 번째 녹음 엔지니어로 Gramophone Company에 합류하기 위해 런던으로 뉴욕을 떠났다. 그는 녹음 복장, $25 자전거, 베를린 사람의 소개 및 지침을 가지고 리버풀에 상륙했다. 런던에서의 그의 첫 녹음 중에는 Maiden Lane의 Rules Restaurant 에서 일하는 오스트레일리아 가수인 시리아 라몬테(Syria Lamonte)가 녹음한 몇 곡이 있다.
가이스버그는 1902년 4월 11일 밀라노 에서 테너 엔리코 카루소의 첫 녹음 중 일부를 만들었다. 당시의 원시적인 장비에서도 음성이 잘 녹음되었고, 기업 전체가 재정적으로나 예술적으로 성과를 거두었다. 그것은 또한 길고 행복한 대서양 횡단 준비를 촉발했다. 미국에서 녹음은 Victor Talking Machine Company의 레이블로 발행되었으며 1903년 3월 Victor의 새로운 프리미엄 Red Seal 라인 도입을 주도했다. 카루소는 1903년 후반에 미국으로 이주하여 Victor를 위해 여생을 녹음했다. 영국에서는 Gramophone Company의 레이블로, 유럽 대륙에서는 여러 자매 회사의 레이블로 발행된 Victor 녹음 중 많은 수가 훨씬 더 인기 있고 수익성이 있었다. 카루소 자신은 "내 Victor 레코드가 내 전기가 될 것이다."라고 말했다.
1921년 가이스버그는 새로 형성된 '국제 예술가' 부서에서 HMV의 예술 감독이 되었다. 1925년 전기( 마이크 ) 녹음이 도입된 후 그는 프로듀서의 역할을 위임받아 아티스트와 레퍼토리 관리에 집중했다. 그는 1931년 HMV와 Columbia 회사가 합병되어 EMI(Electric and Musical Industries)를 설립한 후에도 예술 감독으로 남아 있었다. 그의 감독 하에 만들어진 녹음에는 에드워드 엘가의 교향곡, 협주곡 및 기타 주요 작품에 대한 일련의 녹음이 포함된다.